# Bélis
Bélis – miejscowość i gmina we Francji, w regionie Nowa Akwitania, w departamencie Landy.
Według danych na rok 1990 gminę zamieszkiwało 128 osób, a gęstość zaludnienia wynosiła 6 osób/km² (wśród 2290 gmin Akwitanii Bélis plasuje się na 1048. miejscu pod względem liczby ludności, natomiast pod względem powierzchni na miejscu 483.).